# Erysimum insulare
Erysimum insulare är en korsblommig växtart som beskrevs av Edward Lee Greene. Erysimum insulare ingår i släktet kårlar, och familjen korsblommiga växter. Inga underarter finns listade i Catalogue of Life.

## Bildgalleri

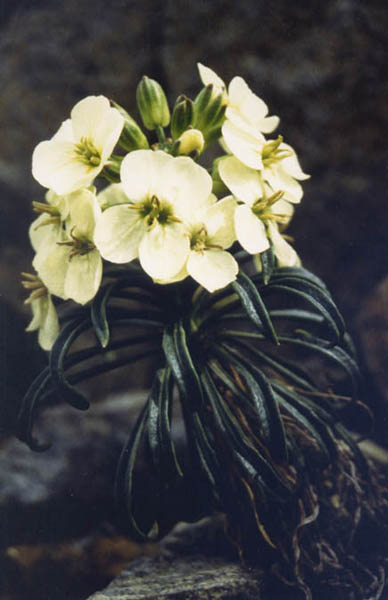
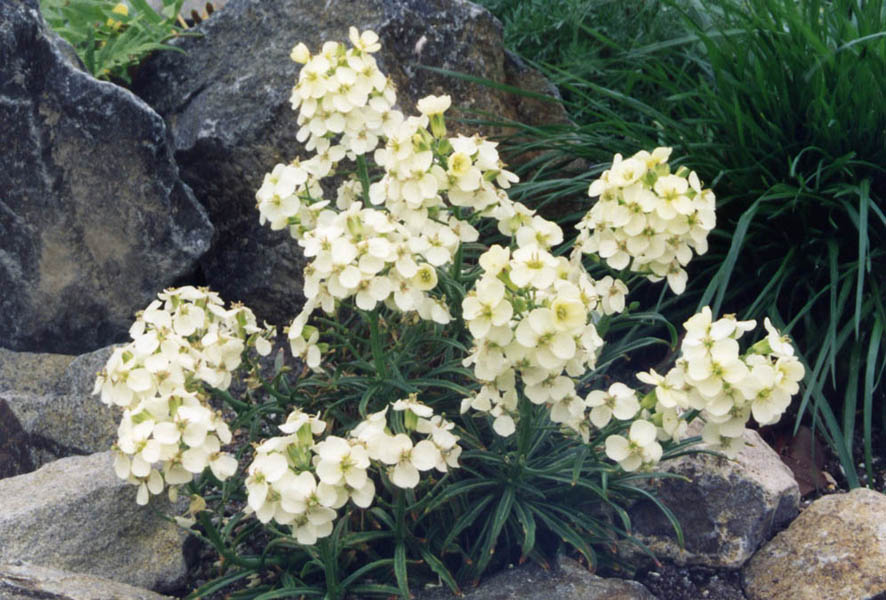
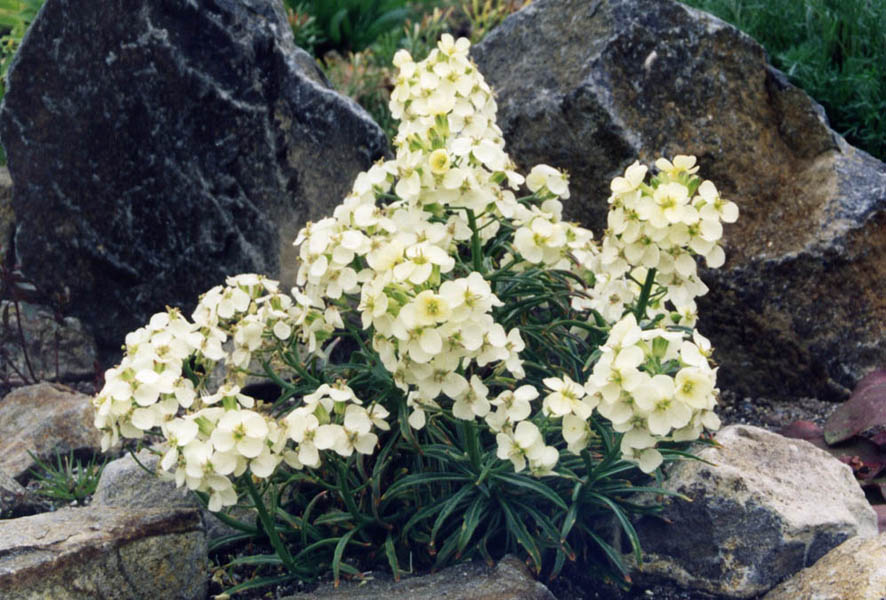